# Julostylis polyandra
Julostylis polyandra é uma espécie de angiospérmica da família das Malvaceae.
Apenas pode ser encontrada no seguinte país: Índia.